# 吴云根
吴云根（1892年—1969年），本名吴芝莱，江苏宜兴人，紫砂壶名家，“紫砂七老”之一。

## 生平
吴云根14岁时拜紫砂名家汪生义为师，与朱可心、汪宝根为师兄弟。1915年由利永陶器公司推荐，他与杨阿时、李宝珍赴山西平定县平民陶器工厂任技师。三年后回到宜兴，任职于铁画轩。1929年，任南京国立中央大学陶瓷科技术员。1932年起任江苏省立宜兴职业学校窑业科技师。
中华人民共和国成立后，吴云根于1954年参加蜀山陶业生产合作社（宜兴紫砂工艺厂前身）。1956年，他被任命为七位技术辅导员之一，即后来人称“紫砂七老”。其弟子包括史济华、何挺初、范洪泉、吕尧臣、鲍志强等。